# Francisco Flores (nadador)
Francisco Flores es un deportista español que compitió en natación adaptada. Ganó seis medallas en los Juegos Paralímpicos de Verano en los años 1980 y 1984.

## Palmarés internacional
| Juegos Paralímpicos | Juegos Paralímpicos                              | Juegos Paralímpicos | Juegos Paralímpicos |
| Año                 | Lugar                                            | Medalla             | Prueba              |
| ------------------- | ------------------------------------------------ | ------------------- | ------------------- |
| 1980                | Arnhem (Países Bajos)                            | Medalla de bronce   | 25 m mariposa 3     |
| 1980                | Arnhem (Países Bajos)                            | Medalla de bronce   | 50 m libre 3        |
| 1980                | Arnhem (Países Bajos)                            | Medalla de bronce   | 100 m estilos 3     |
| 1984                | Nueva York (EE. UU.) Stoke Mandeville (R. Unido) | Medalla de oro      | 50 m braza L3       |
| 1984                | Nueva York (EE. UU.) Stoke Mandeville (R. Unido) | Medalla de oro      | 50 m libre L3       |
| 1984                | Nueva York (EE. UU.) Stoke Mandeville (R. Unido) | Medalla de plata    | 50 m espalda L3     |